# Battaglione alpini "Bassano"
Il Battaglione alpini "Bassano" è un reparto alpino dell'Esercito Italiano con sede in provincia di Bolzano.
È inquadrato nel 6º Reggimento alpini ed è attualmente costituito dalle compagnie 62ª alpini (2ª Compagnia Addestrativa) di stanza a Brunico, e la 74ª istruttori (1ª compagnia addestrativa), di stanza a San Candido.
Si distinse in modo particolare durante la prima guerra mondiale nella battaglia per la conquista del Monte Cukla (Čuklja) e nella battaglia del Monte Ortigara nelle quali il Battaglione ricevette le medaglie d'argento al valore militare.

## Storia del Battaglione
Costituito in Verona il 10 luglio 1887, in seno al 6º Reggimento alpini, con le compagnie 62ª e 63ª del disciolto Battaglione Alpini "Val Brenta" e la neo costituita 74ª compagnia, dal 7º reggimento. Il "Bassano" prende parte alle operazioni della prima guerra mondiale e per questa esigenza riceve la 94ª compagnia di milizia mobile che nel 1916 cede al Battaglione Alpini "Sette Comuni". Nella Grande Guerra opera sull'altopiano di Asiago, nella conca di Plezzo, sul monte Rombon, sull'Ortigara, in Val Brenta e sul monte Grappa. Partecipa, inoltre, alla battaglia di Vittorio Veneto.
Nel 1921 passa alle dipendenze del 9º Reggimento Alpini e dal 1937 all'11º della Divisione Alpina Pusteria. Nuovamente mobilitato nel 1939 partecipa alla seconda guerra mondiale sul fronte Occidentale, greco-albanese e jugoslavo. Nei primi mesi del 1943 riceve la 126ª compagnia armi accompagnamento. L'armistizio dell'8 settembre 1943 trova il Battaglione in Francia dove è sopraffatto dalla strapotenza tedesca. Il Battaglione Alpini "Bassano" viene ricostituito nel giugno del 1951 e questa volta alle dipendenze del VI Reggimento Alpini. Nel 1975, in seguito allo scioglimento del Reggimento, il reparto passa alle dirette dipendenze della Brigata Alpina Tridentina. Nel gennaio del 1993, alla ricostituzione del 6º Reggimento Alpini, dal "Bassano", ne eredita la bandiera e le tradizioni inquadrando tra le sue file, oltre alla compagnia comando e servizi, le tradizionali compagnie (62ª, 63ª e 74ª) e la 129ª compagnia armi di sostegno. Nel 2003 il 6º Reggimento Alpini viene riconfigurato sulle sedi di Brunico, Dobbiaco e San Candido, la bandiera di guerra con il Comando di Reggimento si trasferisce dalla Sede di San Candido a Brunico presso la caserma Lugramani ove era di stanza l'11º Reggimento Alpini, anemizzato con questa riconfigurazione. Le unità del Battaglione sono dislocate tra San Candido, la 63ª e 74ª, e Brunico la 62ª e la 129ª.

### Costituzione
Il battaglione alpini fu costituito per ordine del Ministero della Guerra il 10 luglio 1887 nel quadro di un riordino delle Truppe Alpine che prevedeva un forte incremento delle stesse, per il quale l'ex 6º reggimento alpino stanziato in Veneto ed in Friuli si andava a suddividere in due nuovi reggimenti (il 6º, sulle montagne veronesi e vicentine, ed il 7º, sulle montagne bellunesi, trevigiane e friulane). La preesistente unità era formata da 5 battaglioni:
- il "Monte Lessini" (Verona, Caprino Veronese, Bosco Chiesanuova)
- il "Val Schio" (Vicenza, Schio, Valdagno)
- il "Val Brenta" (Bassano, Asiago, Feltre)
- il "Cadore" (Conegliano, Pieve di Cadore, Agordo)
- il "Val Tagliamento" (Tolmezzo, Gemona, Cividale)

Il 6º Alpini, nella nuova formazione, prese quartiere a Verona dove mantenne anche depositi e magazzini.
Il battaglione Bassano, così come il Vicenza, costituiva un reparto dell'esercito permanente.
In previsione della guerra, il Bassano con le sue compagnie andò a dislocarsi sul limite settentrionale dell'Altopiano di Asiago, terreno che già conosceva come sede estiva, da quando nelle precedenti stagioni, tra maggio ed ottobre, vi stanziava per escursioni, lavori e manovre, avendo già un plotone della 62ª compagnia distaccato in modo permanente ad asiago fin dal 1900. Quattro anni più tardi esso andò ad acquartierarsi nel Forte Interrotto, appena a monte dell'abitato di Camporovere.
Sull'altipiano di Asiago i lavori del Bassano erano intesi a realizzare nuove strade ed opere accessorie ai luoghi fortificati come Forte Corbin, Forte Verena, Forte Campolongo. I lavori si rivolsero inoltre alla realizzazione di riserve di acqua potabile a uso delle truppe, mentre sovente si eseguivano esercitazioni a fuoco nella piana di Marcesina, presidiando nel contempo coi servizi di guardia le nuove fortezze.
All'inizio del 1915, in prossimità dell'entrata in guerra, il 6º reggimento alpini contava una forza di 78 ufficiali in servizio permanente e 6 ufficiali di complemento, 97 sottufficiali e 1889 alpini, dei quali un centinaio erano graduati di truppa. L'armamento faceva forza su circa 1600 moschetti Carcano Mod. 91 per truppe speciali, 8 mitragliatrici mod. Maxim 1906.
Allo scoppiare della guerra il Bassano, da poco ricevuta la 94ª compagnia di Milizia Mobile, disponeva di due sezioni mitragliatrici composte da un ufficiale, un sottufficiale, 28 uomini e 10 muli. Le compagnie contavano su un comandante, un ufficiale medico, quattro ufficiali subalterni che a loro volta disponevano di quattro plotoni. Vi erano inoltre otto o dieci sottufficiali, una squadra comando, una squadra esploratori e le salmerie, per un organico di compagnia oscillante dai 200 ai 250 uomini.

### In guerra
Il 24 maggio alle 3 e 55 del mattino il battaglione, comandato dal tenente colonnello Adolfo Viola e inquadrato nella 1ª Armata (agli ordini del tenente generale Roberto Brusati), si trova dislocato a ridosso del confine verso il margine settentrionale dell'Altipiano di Asiago dove riceve la notizia dell'inizio delle ostilità, mentre un fitto via vai di corrieri e portaordini si intrecciava tra i comandi e le truppe.
Le direttive generali impartite al battaglione prevedono che, dopo lo sconfinamento, si avanzi subito fino al punto in cui la resistenza nemica non presenti un ostacolo insormontabile. Di fatto il battaglione rinforza i punti di osservazione già stabiliti a Cima Manderiolo, Cima Larici e a Porta Renzola sopra la Val d'Assa e si spinge successivamente verso le fortificazioni imperiali di Cima Vezzena, occupando in progressione le quote 1982 e 1796, tra Costa di Sopra e Marcai, assegnate alla 24ª Divisione del V Corpo d'armata. La 62ª e la 74ª Compagnia si trovano all'Osteria del Ghertele, dove è presente anche la 2ª sezione mitragliatrici, mentre la 63ª, con la 1ª sezione mitragliatrici, è dislocata a Porta Manazzo con posti di osservazione avanzati verso nord.
La 74ª compagnia era invece a Passo di Sotto. Vengono occupate le posizioni di quota 1982 e 1796 sul crinale tra Costa di Sotto e Costa di Sopra e tra i rilievi di Marcai. Le pattuglie del Bassano si avvicinano alle linee nemiche e, la notte del 30 maggio, gli alpini della 63ª compagnia muovono su Cima Vezzena. La fortezza, scavata nelle viscere calcaree del monte è una vera e propria spina nel fianco dello schieramento offensivo italiano. Sulla vetta aguzza, alta 1904 metri che precipita con verticali pareti sulla Valsugana e fasciata dal lato della piana di Vezzena da diverse fitte siepi di reticolato, si intravedeva solo la possente cupola di acciaio che era stata vano bersaglio delle artiglierie italiane. Giunti a ridosso del forte gli alpini tentano di entrarvi con un'azione notturna e di sorpresa, mentre un'azione diversiva verso il forte di Busa Verle (Forte Verle) veniva attuata dalla 94ª Compagnia. Le vedette avversarie, accortesi della manovra, illuminano la scena utilizzando riflettori. Gli assalitori, alle cui spalle viene chiuso il varco con un dispositivo manovrato dall'interno del forte, vengono investiti da un intenso fuoco di mitragliatrici; la compagnia subisce ingenti perdite e i superstiti che riescono a superare a ritroso i reticolati ripiegano sulle posizioni di partenza. Le perdite ufficiali subite dal battaglione ammontano a 12 morti, 59 feriti e 3 dispersi. Di questo momento è l'aneddoto dell'alpino che, ferito alla spina dorsale, mentre si avvia in barella verso l'ospedale dichiara all'ufficiale che lo conforta:
(Alpino sconosciuto)

### Monte Cukla
Il Battaglione Bassano resta in trincea fino al 20 ottobre quando scende a Strigno per mettersi alle dipendenze della 15ª Divisione e poi, il 18 novembre a Cividale del Friuli alle dipendenze del IV Corpo d'armata. Il 25 novembre, dopo brevi stazionamenti presso Svina, Serpenizza e Pluzne, le truppe si avviarono in direzione delle trincee del Monte Cukla, dove dal mese di dicembre svolsero azione di presidio alle dipendenze della speciale unità Truppe del Rombon. Nelle trincee del Cukla, passerà il periodo fino a fine anno affrontando i gravi disagi del clima e della zona impervia, oltre che le continue molestie del nemico.
(Istituto del Nastro Azzurro)
Il primo gennaio il nemico attacca le posizioni occupate dal Bassano ma viene respinto e nei successivi giorni 4 e 5 il battaglione può scendere a Serpenizza per dedicarsi ai lavori di retrovia. Ma già il 12 febbraio il Bassano è incaricato di riprendere la ridotta sulla cima del monte Cukla conquistata nel frattempo dagli austriaci. Il giorno 14 fu trasmesso l'ordine di riappropriarsi della ridotta. Così, a seguito di un nutrito fuoco di artiglieria durato circa quattro ore, in appoggio all'azione di assalto, il battaglione Bassano dal versante sud-ovest, e la 74ª compagnia unitamente alla ricostituita 2ª compagnia del Pieve di Teco bis, dal lato ovest, attaccarono impetuosamente la posizione nemica sulla cima. Gli alpini, ostacolati dalla neve alta che impediva i movimenti, bersagliati dall'alto con mitragliatrici e lanci di bombe a mano, sono pressoché privi dei propri ufficiali, quasi tutti caduti, così debbono rientrare nelle proprie linee. Seguono mesi di dure e crude fatiche e disagi per il battaglione, rimasto in trincea sulle pendici del Cukla. Solo il 9 aprile il Bassano riceve il cambio dal battaglione Saluzzo.
Il 20 marzo, mentre il battaglione alpini Bassano attaccava frontalmente il Monte Cukla, il Ceva lo appoggiava con il proprio fuoco, riuscendo ad occupare le trincee più avanzate ed inviando delle pattuglie ardite; nonostante tutto, l'azione non ebbe successo e venne sospesa. Dopo qualche tempo, a seguito di alcuni parziali successi austriaci, il comando della 24ª Divisione decise di tentare la riconquista della vetta del Monte Cukla. La sera del 10 maggio, il colonnello Temistocle Franceschi raduna i reparti disponibili al Rombon e ordina che il Bassano, ora comandato dal Ten. Col. Magliano subentrato da un mese al Maggiore Tentori, attacchi con la 62ª compagnia rinforzata con i rincalzi della 63ª, direttamente la cima del monte Cukla mentre tutte le artiglierie della divisione, appoggiate anche da quelle posizionate in Val Raccolana e Za Plecam, iniziarono il fuoco di preparazione, nel frattempo che nel settore dello Slatenik e nella conca di Plezzo, dei pattuglioni si spinsero verso i reticolati austriaci. Il nemico aprì il fuoco contro le truppe avanzanti con fucili e mitragliatrici, e le sue artiglierie iniziarono ad aprire il fuoco contro le nostre artiglierie e sulle nostre trincee. Circa un'ora più tardi, tutta la linea italiana compresa dal Sacro Cuore a quota 1583, iniziò ad avanzare verso le linee avversarie: il Ceva operò contro la colletta del Cukla e le alture situate a nord di essa; i battaglioni alpini Saluzzo e Bassano direttamente contro il Cukla ed il battaglione Val Camonica contro la parte superiore di quota 1583. In un unico balzo, la 62ª compagnia del Bassano, fu sui trinceramenti nemici. Dopo dura lotta il Cukla fu preso. Per consolidare le posizioni, si tentò di distrarre il nemico con una massiccia azione dimostrativa sul boschetto di quota 700 e di quota 900, procedendo nel contempo con un'offensiva sulle due ali. Il Val Camonica attraversando un difficile terreno sotto il fuoco nemico, riuscì verso sera ad impadronirsi di gran parte di quota 1573; poco più tardi il battaglione Ceva conquistò la colletta Cukla, raggiungendo le falde del Rombon, nonostante la tenace resistenza nemica. Il Bassano riconquistò la posizione perduta e catturò armi e 116 prigionieri. L'azione cessò la mattina seguente, per permettere alle truppe di riprendere fiato, rafforzare le posizioni conquistate in precedenza e avendo così la possibilità di seppellire i propri morti caduti nelle azioni precedenti. L'11 ed il 12 maggio, gli austriaci tentarono per ben quattro volte di riconquistare le posizioni perdute senza riuscirci, non scalzando gli alpini del Bassano. Durante i combattimenti di quei giorni le perdite complessive accusate dalle Truppe del Rombon furono valutate in 18 ufficiali, di cui 6 morti e 12 feriti; 516 alpini di cui 73 morti e 443 feriti, mentre furono persi 123 alpini fatti prigionieri dagli Austriaci. Lo stesso Re Vittorio Emanuele conferì al Bassano di sua iniziativa la ricompensa individuale della Medaglia d'Argento, per l'eroico comportamento degli alpini sul Cukla.
Poco dopo il battaglione viene destinato all'Altipiano di Asiago, siamo nella fase in cui sugli altopiani e sul Pasubio da parte Imperiale si prepara l'operazione nota col nome "Strafexpedition".

### Monte Ortigara
Il nome della montagna maledetta dove i fanti e gli alpini affrontarono l'uragano di fuoco, la mitraglia, le baionette, l'ostilità della rupe, suona cupo e sinistro nella tragica epopea alpina.
La splendida pagina di virtù militari offerte alla Patria dal Battaglione alpini Bassano è illustrata nella Battaglia del Monte Ortigara.

### La ricostituzione
All'indomani del grave episodio della battaglia dell'Ortigara, una delle prime impellenze cui da parte italiana si dovette provvedere fu quella di far fronte all'enorme emorragia di forze causata da quei tremendi venti giorni di lotta, ricostituendo specialmente quei reparti alpini che erano stati totalmente annientati e di cui non restava altro che il nome.
La ricostituzione del Bassano avvenne durante i primi giorni di luglio, presso Malga Moline, ed il Magg. De Cia, che ne aveva già avuto esperienza con il grado di capitano nell'aprile-maggio dello stesso anno, assunse il comando del Battaglione.
Inquadrati nel giro di pochissimi giorni i nuovi e giovanissimi complementi di truppa e designati gli ufficiali alla guida delle compagnie, il Bassano effettuò fin dal giorno 11 luglio il trasferimento in linea di vigilanza e quindi il 18 agosto prese posizione in prima linea fra Sella di Campoluzzo e quota 1826, dove le sue compagnie si alternarono in un'indefessa attività di presidio fino a tutto il mese di ottobre.

## Onorificenze

### Cittadinanza onoraria di Bassano del Grappa[1]
In data 4 giugno 2016 il sindaco di Bassano del Grappa ha consegnato al comandante la cittadinanza onoraria della città conferita al battaglione con voto unanime dal consiglio comunale con delibera n. 22 del 28 aprile 2016.

### Il Gruppo Storico Monte Grappa "Battaglione Bassano"
Il Gruppo Storico Monte Grappa -Battaglione Bassano- è un'associazione con sede a Bassano del Grappa, la quale raccoglie numerosi volontari che vestono la fedele riproduzione dell'uniforme mod. 1909 in uso durante la prima guerra mondiale. Essi sono impegnati in rievocazioni storiche, le manifestazioni promosse dall'Associazione Nazionale Alpini, mostre didattiche, filmati o altre iniziative finalizzate a tramandare la memoria e le tradizioni del Corpo degli Alpini.
In data 21 gennaio 2021, il sodalizio ha ricevuto il benestare e riconoscimento ufficiale del Comando Truppe Alpine a fregiarsi della dicitura “Battaglione Bassano” ed è stato coinvolto in alcune attività dall'Esercito Italiano, come l'annuale esercitazione delle Truppe Alpine alle Cinque Torri.

## Comandanti

### Prima guerra mondiale
- dal 24 maggio 1915 al 19 settembre 1915: Magg. Cav.G.B. Adolfo Viola
- dal 20 settembre 1915 al 4 maggio 1916: Magg.Cav. Annibale Tentori
- dal 5 maggio 1916 al 29 gennaio 1917: Ten.Col. Cav. Vittorio Magliano
- dal 30 gennaio 1917 al 10 aprile: Cap. Carlo Piovesana
- dall'11 aprile 1917 al 5 maggio 1917: Cap. Amedeo De Cia
- dal 16 maggio 1917 al 10 giugno 1917: Magg.Cav. Giuseppe De Vecchi
- dall'11 giugno 1917 al 25 giugno 1917: Magg. Cav. Alessandro Bombardi
- dal 23 luglio 1917: Magg.Cav. Amedeo De Cia

### Seconda guerra mondiale
- dal 10 giugno 1940: Magg. Gerardo Sibille Sizia
- estate 1940: Magg. Musso
- estate 1940: Magg. Giovanettoni
- novembre 1940: Magg. Giacomo Dogliani
- 15 febbraio 1941: Magg. Michele Ottino
- 15 marzo 1941: Magg. Giorgio Bozzo
- dall'ottobre 1941 al settembre 1943: Ten.Col. Giovanni Oggioni

### Dalla ricostituzione ai nostri giorni
- dall'8 giugno 1951 al giugno 1952: Ten.Col. Antonio Usmiani
- dal giugno 1952 al luglio 1953: Ten.Col. Giuseppe Motta
- dal luglio 1953 al settembre 1954: Ten.Col. Guido Suitner
- dal settembre 1954 al settembre 1956: Ten.Col. Walter Tronti
- dal settembre 1956 al settembre 1957: Ten.Col. Amedeo Orlando
- dal settembre 1957 al settembre 1958: Ten.Col. Amedeo Cignitti
- dal 7 febbraio 1959 al 6 novembre 1959: Magg. Pierluigi Zappatini
- dal 7 novembre 1959 al 19 novembre 1960: Magg. Giorgio Viale
- dal 20 novembre 1960 al 31 agosto 1962: Magg. Lelio Fassi
- dal 31 agosto 1962 al 7 novembre 1962: Cap. Umberto Cvek
- dal 7 novembre 1962 al 3 ottobre 1964: Ten.Col. Lidio Cerrocchi
- dal 3 ottobre 1964 al 3 ottobre 1965: Ten.Col. Mario Parisio
- dal 3 ottobre 1965 al settembre 1966: Ten.Col. Michele Forneris
- dal settembre 1966 al settembre 1968: Ten.Col. Alberto Primicerj
- dal settembre 1968 al settembre 1969: Ten.Col. Adriano Valentino
- dal settembre 1969 al 30 settembre 1970: Ten.Col. Antonino Sequienza
- dal 1º ottobre 1970 al 27 agosto 1972: Ten.Col. Tonino Gianfelice
- dal 28 agosto 1972 al 12 agosto 1974: Ten.Col. PierLuigi Bertinaria
- dal 13 agosto 1974 al 31 agosto 1975: Ten.Col. Ezio Sessich
- dal 1º settembre 1975 al 31 agosto 1976: Ten.Col. Luciano Dalceggio
- dal 1º settembre 1976 al 5 settembre 1978: Ten.Col. Paolo Langella
- dal 6 settembre 1978 al 25 settembre 1979: Ten.Col. Maurilio Manfredi
- dal 26 settembre 1979 al 25 settembre 1980: Ten.Col. Gian Carlo Carlotto
- dal 26 settembre 1980 al 19 agosto 1982: Ten.Col. Luigi Fontana
- dal 20 settembre 1982 al 6 agosto 1984: Ten.Col. Luigi Magnani
- dal 7 agosto 1984 al 6 agosto 1985: Ten.Col. Franco Cagnasso
- dal 7 agosto 1985 all'8 maggio 1987: Ten.Col. Bruno Job
- dal 9 maggio 1987 al 24 agosto 1989: Ten.Col. Carlo Vanzo
- dal 25 agosto 1989 al 31 agosto 1990: Ten.Col. Claudio Magris
- dal 1º settembre 1990 al 13 gennaio 1992: Ten.Col. Biagio Abrate
- dal 14 gennaio 1992 al 14 gennaio 1993: Ten.Col. Diego Gon
- dal 15 gennaio 1993 al 27 maggio 1993: Magg Zamperetti
- dal 28 maggio 1993 al 26 luglio 1994: Ten.Col. Beraldo
- dal 27 luglio 1994 al 13 agosto 1995: Ten.Col. Di Matteo
- dal 14 agosto 1995 al 30 settembre 1998: Ten.Col. Castellani
- dal 1º ottobre 1998 al: Magg. Burnich
- dal al 20 agosto 2001: Magg. RN Paolo Fedele
- dal 21 agosto 2001 al 31 agosto 2004: Magg. RN Alessandro Vollono
- dal 1º settembre 2004 al 4 ottobre 2007: Ten.Col. RN Massimo Comelli
- dal 5 ottobre 2007 al 15 ottobre 2009: Ten.Col. RN Milco Colosi
- dal 16 ottobre 2009 al 9 giugno 2011: Ten.Col. RN Cristiano Masciulli
- dal 10 giugno 2011 al 27 luglio 2012: Ten.Col. RN Corrado Valle
- dal 28 luglio 2012 al 10 ottobre 2013: Ten.Col. RN Daniele Morati
- dall'11 ottobre 2013 al 12 ottobre 2014: Ten.Col. RS Renzo Martini
- dal 13 ottobre 2014 al 1º settembre 2016 Ten.Col. RN Angelo Antonio Crocco
- dal 2 settembre 2016 al 7 settembre 2017: Ten.Col. RN Eros Correa
- dall'8 settembre 2017 al 27 settembre 2018: Ten.Col. RN Ivan Iacca
- dal 28 settembre 2018 al 17 ottobre 2019: Ten.Col. RN Stefano Bertinotti
- dal 18 ottobre 2019 al 29 ottobre 2020: Ten.Col.Giovanni Andrea Vilardo
- dal 30 ottobre 2020 al 04 novembre 2021: Ten.Col. Mauro Da Corte
- dal 05 novembre 2021 al 17 novembre 2022: Ten.Col. Francesco Leschiutta
- dal 18 novembre 2022 al 24 novembre 2023: Ten. Col. RN Nunzio D'Amico
- dal 25 novembre 2023 al 28 novembre 2024:Ten. Col. Davide Dallago
- dal 29 novembre 2024: Ten. Col. Francesco Molinari (in carica)

## Sedi del Battaglione alpini Bassano
- 1887-1918 Bassano del Grappa (deposito e sede estiva), Verona (sede invernale)
- 1919-1935 Bassano del Grappa (deposito), Caporetto (battaglione operativo)
- 1935-1943 Bassano del Grappa (deposito), Brunico (battaglione operativo)
- 1951-2009 San Candido con distaccamenti a Dobbiaco (dal 1991 al 2005) e Brunico (dal 2002)
- 2009- 29 settembre 2014 a Brunico con Comando di Battaglione e con la 62^Cp fucilieri e la 129^Cp (anemizzata) e San Candido con 63^Cp Alpieri (rimasta anemizzata dal 15 aprile 2013 al 31 maggio 2014) e la 74^Cp Istruttori, assetto riorganizzato a seguito determinazioni SME alla data del 30 settembre 2014.
- 30 settembre 2014 ad oggi a Brunico il Comando Battaglione e la 2^Cp\62^ Cp Fucilieri e a San Candido con la 1ª Cp \74^ Cp Istruttori.

## Motto del Battaglione Bassano
Il motto del Battaglione Bassano risale al 13 ottobre 1888, nell'occasione della solenne parata militare organizzata a Roma, durante la visita ed al cospetto dell'imperatore di Germania Guglielmo II e alla quale parteciparono, inquadrati in un Corpo d'armata di formazione, due reggimenti delle truppe alpine. La coniazione del motto deriva dal primo Ispettore degli Alpini, il generale Luigi Pelloux che, pronunciando un accalorato discorso rivolto agli ufficiali intervenuti ad un banchetto di celebrazione, elogiò con trasporto e compiacimento l'assai promettente operato degli alpini e ricordò che essi:
(generale Luigi Pelloux)
Il motto DI QUI NON SI PASSA! divenne presto il motto di tutti gli alpini e, in particolare, del Battaglione Alpini Bassano che lo fece proprio, inverandone superbamente la portata ammonitrice.
- "di qui non si passa" - Motto del 13 ottobre 1888
- "devoti a morte si slanciarono essi sull'Ortigara" - Motto del 1917
- "ad ardua super alpes Patria vocat" (la Patria chiama sulle Alpi ad imprese ardue) - Motto del 1931
- "viva la morte!" - Motto del periodo 1944-1945 quando il reparto era inquadrato nel 1º Rgt. Alpini della Divisione Alp. "Monterosa" della Repubblica Sociale Italiana
- "più salgo più valgo" - Motto del disciolto 6º Rgt. Alpini (Periodo in cui il Battaglione ha ereditato la bandiera di Guerra del 6º Alpini)
- "di qui non si passa" - Motto attualmente in uso dal 2008

### Motti delle Compagnie
- 62ª Compagnia: La valanga
- 63ª Compagnia: La furiosa
- 74ª Compagnia: L'imbriagona (l'ubriacona) - La travolgente
- 129ª Compagnia: La sconvolgente nobile

### Stemmi delle Compagnie
{{..}}

## Colore della Nappina
La nappina del Battaglione alpini Bassano è di colore verde.
L'argomento riguardante le nappine, che ornano il cappello alpino fin dal 1880 e rappresentano una delle tradizioni più radicate nell'esercito, qui illustrato chiarisce il legame tra il loro colore e le numerose unità costituite e disciolte in oltre un secolo di vita della specialità alpina, in particolare per il solo Battaglione Alpini Bassano.
A fattor comune la colorazione della nappina differisce a seconda della posizione del battaglione all'interno del reggimento, ovvero:
- Comando e deposito di reggimento: nappina gialla;
- 1º battaglione:  nappina bianca;
- 2º battaglione: nappina rossa;
- 3º battaglione:  nappina verde;
- 4º battaglione:  nappina blu.

### Anno 1887
Con il Regio Decreto del 10 luglio 1887, il 6º Reggimento Alpini - che comprendeva ben cinque battaglioni- venne scisso e con esso si formò il 7º Reggimento Alpini, che comprese a sua volta tre battaglioni. Con questo nuovo ordinamento il neo costituito Battaglione Bassano assumeva la nappina colore verde.

### Anno 1919
A partire dal 1919 si susseguirono numerose modifiche ordinamentali che tuttavia comportarono solo il passaggio di battaglioni da un reggimento all'altro. Infatti nel 1921 il Battaglione alpini Bassano transitò alle dipendenze del 9º reggimento alpini, ma sempre mantenendo la sua nappina verde.

### Anno 1937
Nella primavera del 1937, con il rientro in patria delle truppe dall'Africa Orientale Italiana, i reparti alpini furono ristrutturati ed in parte riorganizzati e così rimasero fino al 1939 quando vennero mobilitati. Il battaglione Bassano a fine maggio 1937 fu inserito, con la nappina bianca, nell'11º reggimento alpini.
Al termine della seconda guerra mondiale il Battaglione Bassano era disciolto.

### Anno 1951
Il 1º maggio 1951 fu costituita la Brigata Alpina Tridentina, con alle proprie dipendenze il 6º reggimento alpini che inquadrava il Battaglione Bassano con la propria tradizionale nappina verde.
La ristrutturazione dell'esercito del 1975 soppresse i reggimenti alpini ed i battaglioni, divenuti autonomi, passarono alle dipendenze delle rispettive brigate. Il Battaglione Bassano dipendente dalla Brigata Tridentina mantenne la nappina colore verde anche quando, nel 1991, venne ripristinato nuovamente il 6º reggimento alpini, che da quel momento in poi si basa su un solo battaglione.

## Armi e mezzi in dotazione
Informazioni ricavate dalla pagina del 6º Reggimento Alpini sul sito dello Stato Maggiore dell'Esercito.

### Armamento
- Pistola automatica "BERETTA 92 FS" cal.9
- Fucile d'assalto "AR 70/90" cal. 5,56
- Arma di reparto "MINIMI" cal. 5,56
- Fucile d'assalto "ARX 160" cal. 5,56
- Bomba a Mano OD 82/SE
- Mitragliatrice ad uso generalizzato "MG42/59" cal. 7,62

### Mezzi
- Veicolo da ricognizione Land Rover AR 90
- Veicolo Multiruolo FIAT VM 90 TORPEDO
- Veicolo Multiruolo IVECO Lince LMV

## Battaglia dell'Ortigara - Visita Guidata del Battaglione Bassano

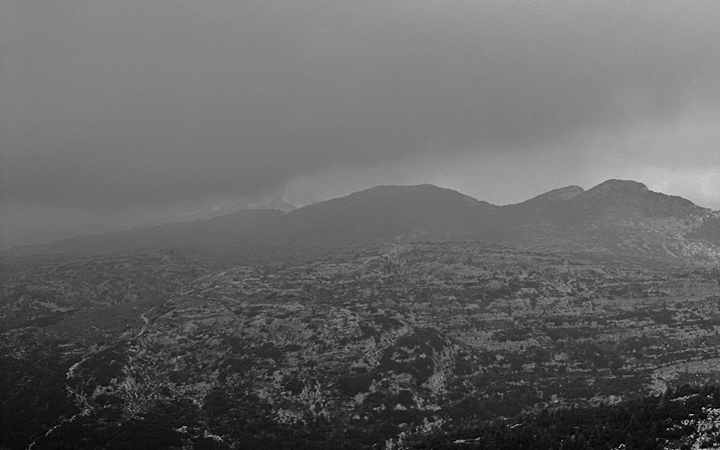
La desolata cima dell'Ortigara fotografata dal Caldiera in una giornata di metà agosto

La storia del Battaglione Bassano è fondamentalmente incentrata sul Monte Ortigara, sul Monte che ha completamente distrutto il battaglione e ha segnato nei ricordi tutti gli alpini, i Sottufficiali e gli Ufficiali che nel tempo sono stati effettivi al Battaglione. Percorriamo insieme in una sorta di visita guidata le stazioni che possono essere visitate da tutti coloro che hanno la possibilità di visitare il Monte Ortigara.

### Chiesetta Lozze
La seconda quota del Monte Lozze, quota 1912, costituisce oggi un punto di riferimento per coloro che intendono visitare il campo di battaglia dell'Ortigara. Anche nel 1917, anno dell'omonima battaglia, la quota 1912 era un importante centro di osservazione e cerniera di congiunzione dei due principali settori in cui era diviso il fronte italiano, compresi tra Cima Ortigara e Monte Forno.
Per la sua vicinanza agli obiettivi assegnati al 1º Raggruppamento Alpino, venne scelta dal suo comandante, Col. Jacopo Cornaro, quale sede di comando e osservatorio. Il raggruppamento, formato dal 1º e dal 2º Gruppo alpino, nel piano di operazione del 10 giugno aveva il compito di attaccare il Coston dei Ponari e i prospicienti Corno della Segala e Monte Campigoletti. Fallito l'attacco, i battaglioni alpini nei giorni successivi, non più inquadrati organicamente per gruppi, parteciparono alle varie fasi della battaglia, fra le quali la conquista di quota 2105 dell'Ortigara del 19 giugno 1917. Proprio al Comandante della 137ª compagnia del Battaglione Valtellina, del 1º Gruppo Alpino, Cap. Gabriele Parolari, è attribuito l'onore di aver messo per primo piede nelle trincee di quota 2105.
La quota 1912 ospitava la 3ª Batteria da Campagna (Cap. Sardi) del 1º gruppo di Artiglieria (Magg. Della Vecchia) alle dipendenze dell'11º Raggruppamento (Col. Giacomo Testa dei Conti di Marsciano). La batteria era costituita da quattro pezzi da 75 e aveva come direttrice di tiro il Monte Campigoletti. Le pendici orientali di quota 1912 erano occupate dal 301º Reparto sanitario someggiato.

### Monte Lozze

Alpini caduti durante la battaglia del Monte Ortigara

Monte Lozze, con la sua quota principale di 1959 metri, costituiva un altro dei centri nevralgici della linea di resistenza italiana. La sua posizione elevata ne faceva un ottimo punto di osservazione del settore sud dell'Ortigara. Proprio per questo, venne scelto quale osservatorio dal Comandante del XX Corpo d'armata, Gen. Luca Montuori e dal Comando d'Artiglieria di Corpo d'armata, Gen. Enrico Bandini.
La sommità venne traforata e nelle caverne vennero ospitati i centri di comando ed anche una batteria di artiglieria. Ancora oggi una targa posta all'ingresso ricorda che qui era situata la 13^ Battaeria someggiata da montagna, comandata dal Cap. Boratto, che faceva parte del XIII Gruppo Someggiato comandato dal Magg. Fontana. Un'altra batteria dello stesso gruppo, esattamente la 44^, venne inviata all'indomani del 19 giugno sulla quota 2105 appena conquistata, per poi essere catturata nel contrattacco austriaco del 25 giugno successivo.
La 13ª batteria alla vigilia della battaglia era formata da quattro pezzi di artiglieria da 65 mm, con obiettivo assegnato le trincee di quota 2105 e il Coston dei Ponari. Durante i combattimenti però subì degli spostamenti. Il 22 giugno, mentre una sezione di due pezzi rimanevano a Monte Lozze, con obiettivo Busa della Segala, l'altra sezione con gli altri due pezzi veniva spostata alla Crocetta, con l'obiettivo Valle dell'Agnella.
Alle pendici orientali di Monte Lozze, inoltre, era situato uno dei centri di magazzini che dovevano alimentare le truppe in battaglia. Similmente a quelli presenti sulla Caldiera, anche qui vi erano conservati generi alimentari (gallette, scatolette di carne, scaldaranci, zucchero, caffè, fichi secchi, marsala, latte condensato e sterilizzato, marmellata, pancetta, lardo e noci) e depositi di materiale per il Genio (Sacchi a terra, lamiere, badili, tavoloni blindati, gravine, rotoli di filo spinato, paletti, chiodi e stuoie).

### Osservatorio Di Giorgio

Il generale Antonino Di Giorgio

Il generale Antonino Di Giorgio, comandante il IV Raggruppamento alpino, ossia l'ala sinistra dello schieramento della 52ª divisione, è un ufficiale siciliano di elevate virtù morali e militari. Nato a San Fratello, provincia di Messina, prese parte alla campagna eritrea del 1895-1896, uscendo incolume dal disastro della Battaglia di Adua, nella quale il 1º marzo 1896 le ambizioni coloniali del governo Crispi subirono un inaspettato arresto causato dalla perdita di più di tremila uomini. Deputato al parlamento già nel 1913, amico del Comandante Supremo Cadorna, mediò spesso le posizioni dei militari con quelle della classe politica. Entrato nel novero degli ufficiali dello Stato Maggiore dell'Esercito, fu inviato in Somalia e in Libia. Da queste esperienze africane, traeva origine la sua particolare attenzione per il fattore logistico che doveva supportare l'azione militare, soprattutto la cura dei materiali e delle dotazioni per il soldato, che lo portarono conseguentemente ad uno stretto e ricercato contatto con la prima linea, con la trincea. Non a caso, il suo osservatorio durante la Battaglia dell'Ortigara, situato in posizione piuttosto avanzata, reca ancora oggi il suo nome.
Nel dopoguerra divenne ministro della guerra nel 1924, ma l'anno successivo rassegnò le dimissioni per il mancato appoggio dato da Mussolini al suo progetto di riforma dell'ordinamento del Regio Esercito.
Durante la battaglia dell'Ortigara, dal 10 al 25 giugno 1916, il Gen. Di Giorgio seguì costantemente dal suo osservatorio l'azione del IV Raggruppamento alpino, di cui era il comandante. L'osservatorio era situato in posizione sopraelevata rispetto alla Pozza dell'Agnellizza, nella trincea di resistenza, a poca distanza dal comando di quota 2012. Spesso usciva dal suo rifugio per recarsi personalmente a visitare le linee, in special modo le nuove trincee costruite sulle quote 2101 e 2105 all'indomani della conquista. Specialmente dopo il 19 giugno, data della conquista della quota 2105, visitò la nuova linea sull'Ortigara, dettando una serie di minuziose direttive per migliorare la sistemazione logistica e per cercare di alleviare le sofferenze prodotte alla truppa in un terreno tanto inospitale. Affrontò il problema del rifornimento dell'acqua, assente sull'Ortigara e neanche ricavabile dallo scioglimento della neve che ancora ricopriva parte del terreno, in quanto la stessa era stata sconvolta dalle esplosioni e infettata dai cadaveri. Si preoccupò della sistemazione dei soldati in ricoveri posti al riparo dal tiro delle armi austriache, dei criteri di costruzione delle trincee dove il terreno lo consentiva. Seguì la sistemazione dei feriti in un luogo protetto, in attesa dello sgombero, e dei caduti, per i quali raccomandava la sepoltura, possibilmente attraverso la creazione di un cimitero di guerra. Scrisse a tal proposito lo stesso Di Giorgio: "Si trattava di trasportare sulle posizioni viveri, acqua, paletti, filo spinato, altri materiali e strumenti da zappatore per le difese accessorie, e munizioni per i cannoni; si trattava di seppellire i morti ed era un'operazione che in quel terreno a superficie in gran parte roccia viva, presentava difficoltà insuperabili; occorreva sgombrare i feriti. Ne conseguiva un via vai di numerosi trasporti. Di tanto in tanto un proietto nemico colpiva in pieno e i superstiti duravano poi fatica a riprendere quella salita, che rappresentava un vero calvario".
Dal suo osservatorio, Di Giorgio inviava i fonogrammi al Comando Divisione, spesso trasmessi a mano, in quanto le linee telefoniche erano interrotte perché distrutte dai bombardamenti. La notte che precedette la conquista di cima 2105 dell'Ortigara, inviò il seguente fonogramma al Col. Brig. Probati, comandante la colonna d'attacco, al Col Ragni, al Col. Stringa, comandante del 9º Gruppo Alpini, al Comandante del XXII Gruppo di Artiglieria da Montagna, era l'una di notte:" Comando superiore ordina che l'assalto sia iniziato oggi alle ore 6. Si disponga in conseguenza. Quali siano le condizioni atmosferiche, le prime ondate alle sei precise irrompano sull'obbiettivo. I reticolati sono distrutti. Disertore assicura il nemico avere subito dal bombardamento perdite considerevoli ed esser scosso. Accusi ricevuta a mezzo latore. Raccomando frequenti comunicazioni. F.to Il Maggior generale comandante Di Giorgio"

### Trincea Di Giorgio
La costruzione della trincea di "primalinea di difesa" fu preceduta da un approfondito studio del genio militare che permise di applicare le più recenti innovazioni in fatto di materiale e di architettura.
Il camminamento principale che da Cima della Caldiera giungeva fino al Monte Lozze era costituito da una tricea che poteva essere scoperta o blindata.
La trincea scoperta era larga un metro e cinquanta ed era alta un metro ed ottanta. Il lato che fronteggiava le trincee austriache erano rinforzate da un muro di pietra profondo da cinquanta a settanta centimetri, rinforzato da travi di legno che avevano una funzione di contenimento.
La trincea blindata era larga un metro e cinquanta ed alta un metro e novanta. Entrambi i lati erano rinforzati da un muro formato da pietre, spesso alla base circa settanta centimetri ed al vertice cinquanta. La trincea era coperta da un rivestimento formato da un tetto di lamiera, a sua volta ricoperto con pali di legno e quindi con rocce. Il complesso della copertura aveva una larghezza di due metri e sessanta ed era opportunamente mimetizzata alla vista, oltre che da pietre, anche da fronde e arbusti di pino mugo.

### Ingresso camminamento - snodo Caldiera

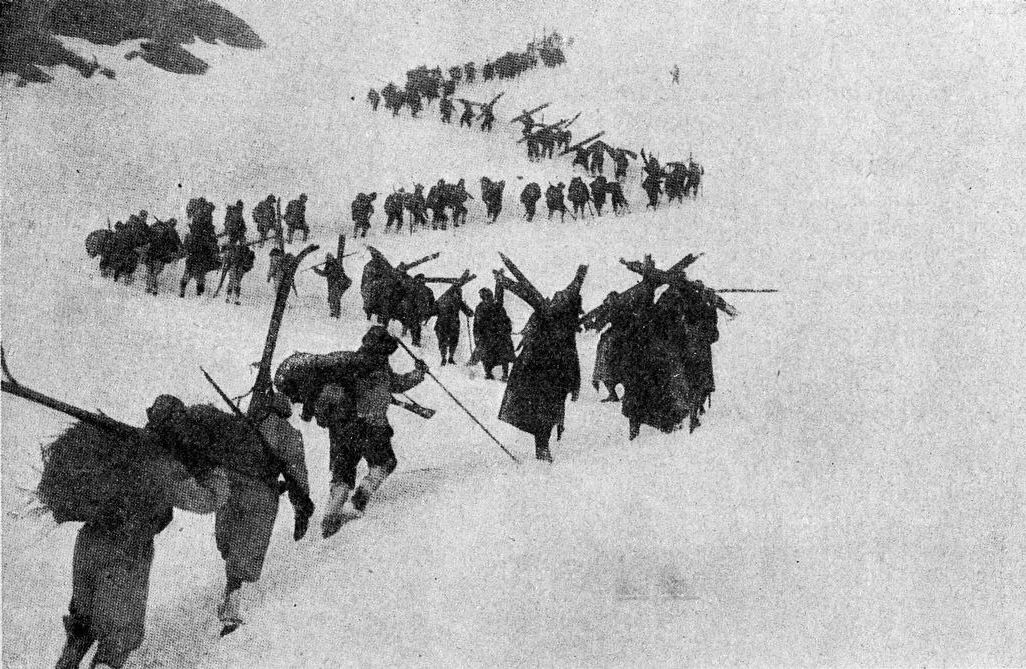
Alpini in marcia

Il camminamento che si diparte dal settore logistico della Caldiera verso occidente, conduce al cuore del sistema difensivo della linea italiana. L'intero fronte italiano tenuto dal XX Corpo d'armata era stato suddiviso in due sezioni, a loro volta suddivise in altrettanti sottosettori, convenzionalmente chiamati Sottosettore Nord e Sottosettore Sud. La linea di demarcazione tra le due sezioni passava tra Pozza dell'Ortigara e Monte Lozze. La prima sezione, quella più settentrionale, comprendeva il sottosettore nord, da Cima Campanaro a Baita dell'Ortigara, e il sottosettore Sud, da Baita dell'Ortigara a Pozza dell'Ortigara compresa. La seconda sezione era suddivisa tra sottosettore Nord, da Pozza dell'Ortigara esclusa a Busa dell'Orco e sottosettore Sud, da Busa dell'Orco a Pozza della Terra Nera.
La sistemazione difensiva italiana era costituita da due linee difensive principali: la linea di "vigilanza e prima resistenza", altresì detta più semplicemente "linea di vigilanza", e la "prima linea di difesa", anche detta "linea di resistenza". Entrambe originavano dalle pendici occidentali del Campanaro e nel primo tratto, quello tra il Campanaro stesso e la quota 2012, si confondevono in un unico sistema difensivo.
Da qui le due linee si dividevano e si divaricavano tendendo una verso l'alto e l'altra rimanendo in posizione avanzata più bassa.
La "Linea di vigilanza", un trinceramento profondo scavato ai piedi delle quote che costituivano la "prima lineadi difesa", si snoda ai margini della Pozza dell'Ortigara e dell'Agnellizza. Provvista di piccoli ricoveri e di postazioniper mitragliatrici, era dominata dall'alto dalla linea austriaca e, per questo, i lavori di rafforzamento dovevanocompiersi prevalentemente di notte, o in caso di nebbia e pioggia. I numerosi posti di osservazione ed ascolto dovevano impedire attacchi di sorpresa da parte austriaca.
La "linea di resistenza" correva sulle quote 1912 e 1959 di Monte Lozze, lambiva le pendici occidentali di Cima Campanella per raggiungere poi la quota 2012 dove si affiancava alla "linea di vigilanza". La trincea di resistenza ospitò i battaglioni alpini nelle ore precedenti gli assalti durante la Battaglia dell'Ortigara (10-19 giugno 1917).
Entrambe le linee, durante il freddo inverno 1916-17, furono sommerse da metri di neve. Le trincee vennero sgomberate dalla neve e si trasformarono in cunicoli sotterranei che per chilometri, si ramificavano lungo tutto il settore. All'esterno fu scavata nella coltre bianca una trincea di ghiaccio, difesa da cavalli di frisia che, man mano che si alzava il manto nevoso, venivano nuovamente sommersi e dovevano essere continuamente ributtati davanti alle linee.
Ricorda il sottotenente Italo Zaina del Battaglione Monte Spluga: "La vita fu dura per le truppe schierate in linea ... Sulle opere sepolte si era scavato nella neve un secondo piano di trincee, che allo sciogliersi delle nevi bisognava continuamente riadattare ... Le stade e le stridette in galleria di neve, con rami laterali recanti ai Comandi, alle Batterie e ai posti di medicazione, con illuminazione elettrica, frecce e segnalazioni, formavano fantastiche città sotterranee, collegate alle retrovie da lunghe file di muli che andavano e venivano, coi loro conducenti a fianco, sotto le raffiche dei venti e nel velo delle tormente."

### Baraccamenti Comandi - Varchi nord e sud
I passaggi che consentivano agli alpini di transitare dalla linea di resistenza alla linea di vigilanza erano due, i cosiddetti "varco nord" e "varco sud".
Il "varco nord" era uno stretto sentiero, ancora oggi facilmente individuabile, che scendeva dalle trincee del Campanaro per giungere poi al Passo dell'Agnella dinanzi alle linee austriache di quota 2003. Facilmente individuabile dalle sovrastanti linee austriache, fu spesso bersaglio delle mitragliatrici Schwarzlose nascoste in caverna sull'Ortigara. Uno di questi episodi vede protagonista i Battaglioni Tirano e Spluga che, l'alba dell'11 giugno, si incolonnarono per scendere nella Pozza dell'Agnellizza e raggiungere la quota 2101 conquistata il giorno prima. L'ufficiale di turno controlla il passaggio in fila indiana degli alpini, ma le mitragliatrici austriache, individuato il passaggio aprono il fuoco e colpiscono indistintamente truppa e ufficiali che, allo scoperto, vengono continuamente colpiti e sostituiti. Così il fatto nei ricordi del Magg. Milanesio, comandante del Battaglione Sette Comuni:

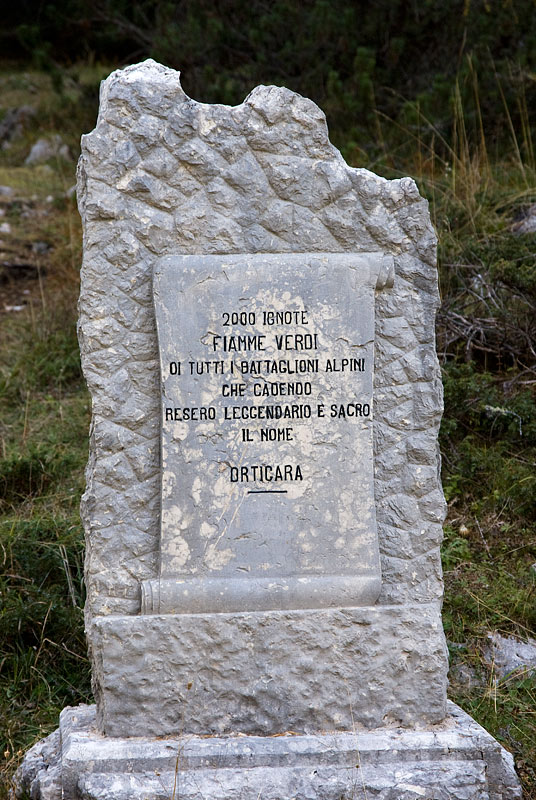
Cippo nei pressi del piazzale Lozze

"Noi vedevamo apparire e venire innanzi gli Alpini: scivolando sulla neve essi giungevano con mirabile disciplina ad un gradino di roccia, di dove il sentiero incominciava a scendere. Le mitragliatrici nemiche con tiro aggiustato battevano con inesorabile precisione quel punto e man mano li investivano ad uno ad uno e quasi tutti cadevano colpiti, ruzzolando sino in fondo al vallone morti o feriti. Ogni tanto l'ufficiale cadeva ed un altro lo sostituiva nella tragica consegna." 

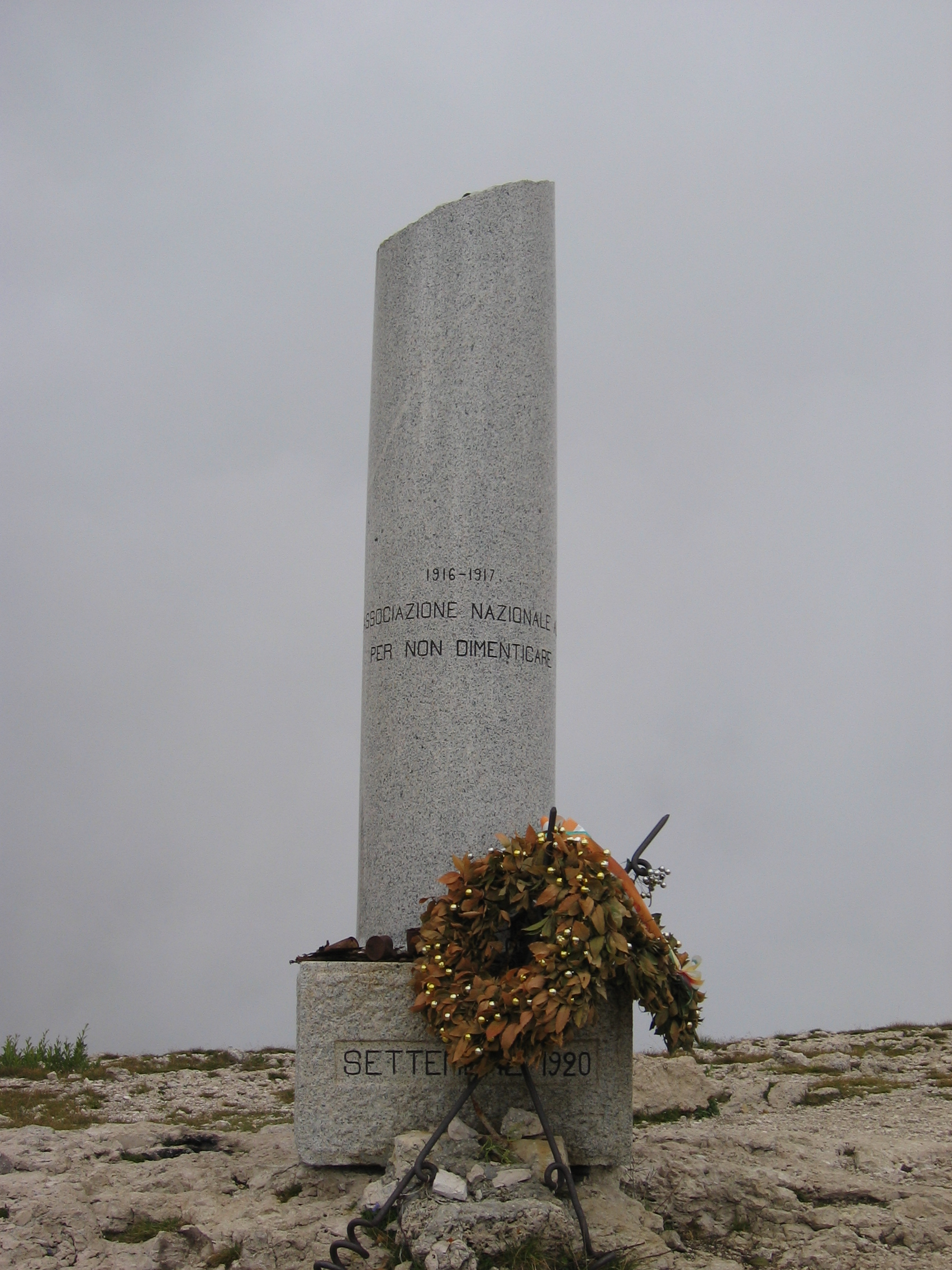
La Colonna mozza sulla cima dell'Ortigara

Il gradino di roccia menzionato verrà ribattezzato dai superstiti la "roccia della morte".
Il "varco sud", invece, era situato poco sotto la linea di resistenza di quota 2012, nella piega di terreno rientrante verso oriente, che nascondeva parzialmente alla vista degli austriaci gli alpini che transitavano per il camminamento. Dal "varco sud" transitarono gli alpini del Battaglione Sette Comuni che alle ore 15 del 10 giugno 1917 iniziarono l'attacco verso la quota 2105 di Monte Ortigara. Così ricorda Padre Luigi Sbaragli, cappellano del Sette Comuni, quei drammatici momenti:
"Quando ricomincia il bombardamento la terra trema, ha sussulti, ha fremiti lunghi di spasimo. Per noi l'attesa ora punge. Mancano cinque minuti: giù i parapetti per gli sbocchi. Ancora tre minuti: via i reticolati. una stretta di mano ai più vicini, un bacio a Setti, un segno di Croce e via giù per la china".

### Monte Ortigara quota 2003
Il caposaldo austriaco di quota 2003 costituiva un formidabile ridotto avente la funzione di sbarramento dell'accesso alla sovrastante quota 2101 di Monte Ortigara. Sistemato a difesa dai reparti del 37º Reggimento "Arciduca Giuseppe", era provvisto di numerose postazioni in cemento armato dalle cui aperture fuoriuscivano le terribili mitragliatrici Schwarzlose che, in tal modo, potevano far fuoco radente sul pendio sottostante, passaggio obbligato per un attacco.
La sua importanza tattica era dovuta anche al fatto che per gli imperiali costituiva limite di comando di divisione. Infatti, la posizione costituiva l'ultimo avamposto della linea austriaca della Valsugana, al comando della 18ª Divisione, che per erte pendici risaliva sull'Altopiano fino alla quota 2003, mentre la sovrastante quota 2101 era tenuta dalle truppe della 6ª Divisione.
Per questa sua posizione di fronte avanzato della linea difensiva austriaca, fu la prima quota ad essere assalita dalle truppe italiane nella battaglia dell'Ortigara.
L'attacco italiano, scattato alle ore 15 del 10 giugno 1916, vede protagonisti gli alpini del Battaglione Bassano, comandati dal Magg. De Vecchi. La fortissima posizione regge l'urto e le perdite fra gli attaccanti sono gravissime. Viene ferito il comandante di Battaglione e tutti comandanti di Compagnia. Speciali reparti d'assalto alpini, appositamente addestrati per la battaglia, tentano in tutti i modi di mettere a tacere con le bombe a mano le mitragliatrici austriache. Cade alla testa dei suoi alpini il Sottotenente Sante Calvi, detto Santino, già distintosi per le sue imprese fin dall'inizio del conflitto. Poche ore prima dell'assalto aveva detto:" Oggi vedrete come sanno morire gli Ufficiali alpini Italiani!". Gli verrà conferita la medaglia d'argento alla memoria.
Pur di far tacere le armi austriache, gli alpini del Bassano si gettavano letteralmente davanti alle canne, costringendole in un abbraccio mortale a cessare il fuoco. Verso le 17, grazie anche all'intervento a supporto degli alpini del Battaglione Val Arroscia, il Bassano riesce a conquistare la quota 2003 e, di slancio, alle 19.00 giunge in vetta alla quota 2101 dell'Ortigara.
Il 26 giugno 1916, perdute le quote dell'Ortigara, i comandi italiani decidono comunque di mantenere la quota 2003, anche se ormai non ha alcuna importanza tattica. La presidiano i Battaglioni alpini Marmolada e Cuneo, che mantengono la posizione fino al 29 giugno. Alle ore 3 di notte, infatti, scatta il previsto contrattacco nemico che riprende la posizione e causa le ultime inutili perdite alpine. Uno dei protagonisti dell'ultimo atto della battaglia dell'Ortigara è il tenente Paolo Monelli, del Battaglione Marmolada, che immortalerà le vicende nel suo celeberrimo Le scarpe al sole. Così nel suo racconto l'attacco alla quota:

### Monte Ortigara Galleria Biancardi
Fonogrammi del colonnello Biancardi - Brigata fanteria Regina
- Ore 04.00: "Dalle ore 02.35 nemico aperto violentissimo fuoco su posizioni e rovescio conviene che nostra artiglieria spieghi massima attività".
- Ore 09.30: "Rispondo fonogramma n.301. Settore destra è stato investito e circondato; mi difendo fino agli estremi con pochi superstiti. Ho già dato ordini circa ripresa a qualunque costo delle quote 2105 e 2101. Situazione gravissima ma ho fede e resisterò ad oltranza. Perdite ufficiali e truppa gravissime. Raccomando concorso artiglieria incessante.".
- Ore 11.45: "Ho fatto tutto quanto era umanamente possibile per conservare prima e riprendere poi posizioni. Non ho più uomini validi. Solo l'arrivo dei rinforzi ed un vivace fuoco d'artiglieria sulla cresta e sul rovescio delle posizioni può dare ancora qualche speranza.".

## Monte Kukla - Visita Guidata

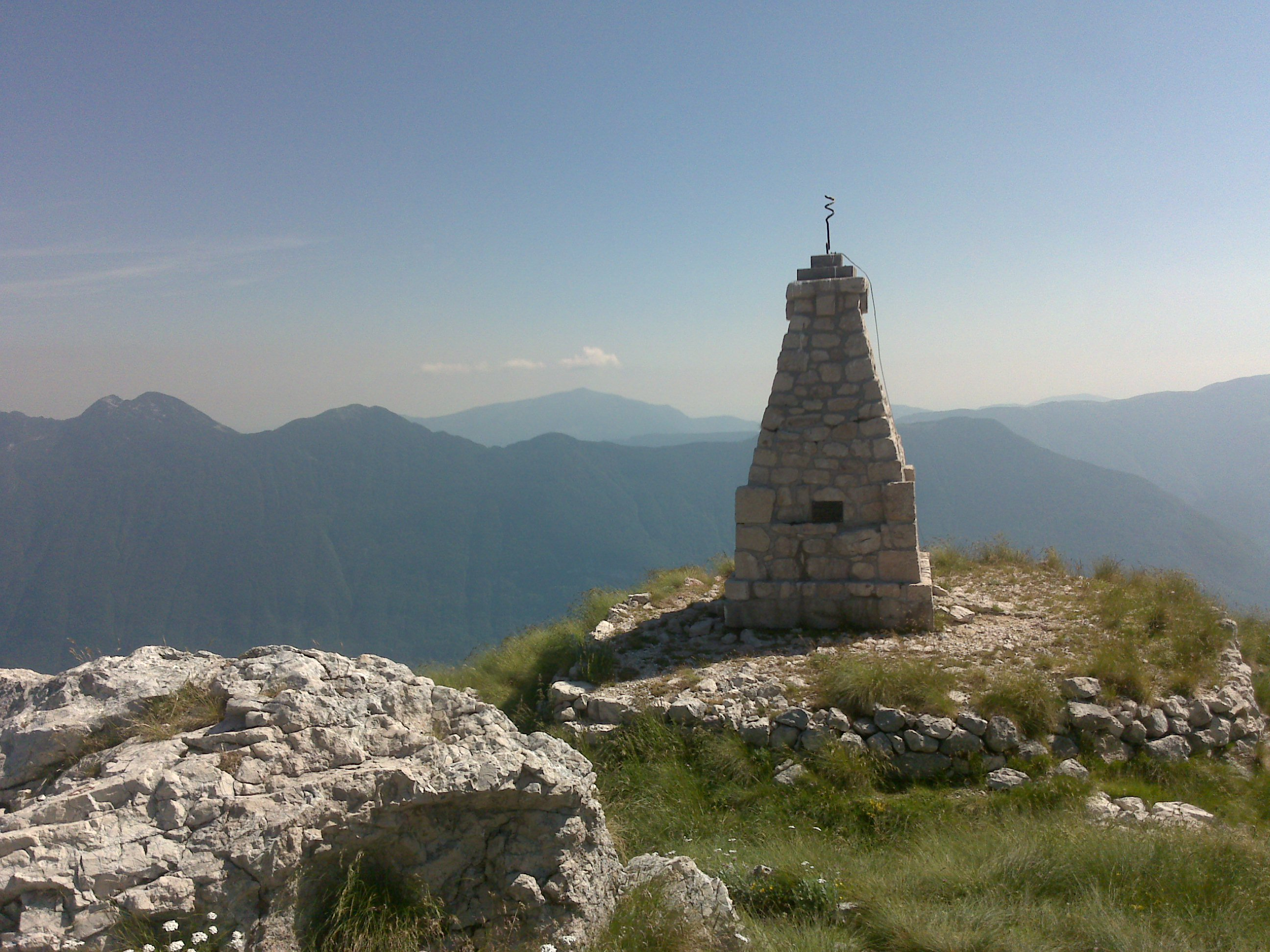
Monumento commemorativo ai caduti del Battaglione Bassano

È il luogo dove si svolse una delle lotte più lunghe e accanite delle Alpi Giulie: per ben tre volte le truppe italiane, durante il primo conflitto mondiale, tentarono invano di conquistare l'inespugnabile vetta in mano austriaca, incassando moltissime perdite. Oggi il rilievo, isolato e silenzioso, è meta di escursionisti provenienti soprattutto dalla Slovenia. Proponiamo dunque un itinerario non troppo difficile dal punto di vista tecnico quanto faticoso per la sua durata (minimo 6 ore), specie sotto il sole estivo, costituito da un anello con partenza e arrivo alla funivia di Bovec / Plezzo (Slovenia).
Con i suoi 2207 m di altitudine, il monte Rombon è l'unica vetta del gruppo del Canin situato interamente in territorio sloveno. Lo si riconosce facilmente per la sua sagoma, massiccia e solitaria, distante dal resto delle altre cime. Il nostro percorso prevede un lungo avvicinamento in quota su sentieri militari piuttosto comodi, tratteggiati sotto le creste soprastanti, attraversando tratti erbosi e ampi ghiaioni, arrampicandosi in alcuni punti tra le rocce affioranti, fino a giungere all'ultima risalita, quella più impegnativa, che porta direttamente in cima al Rombon.
Un percorso che mette a dura prova pazienza e fiato, ma i cui sforzi vengono premiati dal vasto panorama offerto dalla cima, capace di spaziare, nelle giornate terse, a 360 gradi sulla corona dei monti circostanti, anche quelli più lontani.
Lasciata la macchina nel parcheggio, si prende la funivia che da Bovec porta direttamente alle pendici del Monte Forato. Da qui si segue il sentiero che si inerpica verso nord fino a raggiungere Sella Prevala (2067m), che divide a metà la catena centrale del Canin. Qui, guardando verso sinistra, è possibile scorgere il rifugio Gilberti di Sella Nevea e pure tutti i nuovi impianti di risalita in via di costruzione per ampliare l'impianto sciistico italiano e collegarlo a quello sloveno. Da questo momento in poi il percorso continua in un costante saliscendi tra i 1900 e i 2000 metri passando sotto la Forca Sopra Poviz e la Crnelska Spica. Il sentiero è unico, piuttosto ben segnato, e la vista è aperta solo sul versante sloveno.
Da Vrh Ribeznov a Prisna Glava il sentiero prosegue sulla cresta, dove, dalle pareti a strapiombo, è possibile curiosare sul versante finora rimasto celato e sulla stretta valle sottostante. Dai 1946 metri di Prisna Glava inizia l'ultima e inesorabile fatica che conduce ai 2207 metri della cima del Rombon. Qui in alcuni tratti è pure necessario arrampicare, ma senza fatica né pericolo, stando semplicemente attenti alla segnaletica che indica la via più semplice e accessibile. In cima, la meritata sosta permette di ammirare i monti circostanti. Tra tutti lo Jof di Montasio, la Forca de la Val, il Passo degli Scalini, il Lavinal dell'Orso, il Jof Fuart, la Cima di Riofreddo, la Cima e Sella Mogenza, la Cima e Sella Robon e, dalla parte slovena, le cime che guardano sulla Val Trenta.
Il ritorno prevede una discesa piuttosto ripida con 1750 metri di dislivello e che conduce all'abitato di Bovec. Dalla cima si prende dunque il sentiero verso sud. Da qui in poi è possibile incontrare lungo il percorso quel che resta di trincee, bunker, vecchi baraccamenti e ricoveri costruiti durante la guerra, oggi usati dai pastori come rifugio per le pecore lasciate al pascolo sui ripidi pendii e facili da incontrare sparse qua e là. Piuttosto ben conservate, ad esempio, le mura perimetrali di quella che un tempo fu l'infermeria delle truppe italiane, mentre sulla gibbostà del Cuckla (1765 m), che si affaccia sul sentiero, si erge il monumento commemorativo ai caduti del Battaglione Bassano.